# برکه کل
برکهٔ کَل یا گنج‌البحر یک آب‌انبار تاریخی مربوط به دورهٔ قاجاریان است که در شهر گراش، استان فارس قرار دارد. این اثر در تاریخ ۲۵ اسفند ۱۳۷۹ با شمارهٔ ثبت ۳۲۹۲ در فهرست آثار ملی ایران به ثبت رسیده‌است. این آب‌انبار، بزرگترین آب‌انبار ساخته‌شده در ایران است. برکهٔ کل در جنوب‌غربی شهر گراش و در مسیر رودخانهٔ فصلی پئت قرار دارد.

## پیش‌زمینه
به دلیل گرما، بارش کم و سختی دسترسی به آب‌های زیرزمینی، آب‌انبارهایی در جنوب مرکزی ایران ساخته شده‌اند که در زبان اچمی به آن‌ها «برکه» می‌گویند. این برکه‌ها عموماً در مناطق پست ساخته می‌شدند تا بتوان آب باران را از طریق کانال‌کشی به سمت آن‌ها هدایت کرد. سید علاءالدین مورخ لاری در کتابش با عنوان تاریخ لارستان اشاره می‌کند که در کل منطقهٔ لارستان، برکه‌هایی به بزرگی برکه‌های گراش یافت نمی‌شود.

## تاریخچه
برکهٔ کل توسط حاج‌اسدالله که از نیکوکاران نامی گراش در دوران قاجاریه به‌شمار می‌رود ساخته شده‌است. جانمایی این بنا به گونه‌ای است که در فصول بارندگی از آب پر شود و آب مورد نیاز در فصول خشکسالی و گرما را تأمین کند. این جانمایی به قدری هنرمندانه صورت گرفته‌است که امروزه و با وجود ساخت و ساز در اطراف بنا و تخریب قسمت‌های قابل‌توجهی از مسیرهای آبگیری آب‌انبار، پس از بارش‌های فصلی مخزن آب‌انبار پر می‌شود.
هیچ کتیبه‌ای بر این بنا وجود ندارد که بتوان تاریخ دقیق ساخت برکه را از آن استخراج کرد، اما با استناد به اسناد تاریخی مربوط به ساخت آب‌انبار آسدالله (که در نزدیکی برکهٔ کل قرار دارد و توسط یک شخص ساخته شده‌است) می‌توان دوران ساخت آب‌انبار را به دورهٔ قاجاریه نسبت داد.

### نام
در مورد نام‌گذاری این برکه به کل، دو فرضیه وجود دارد. نخست، در زبان اچمی، واژهٔ کل معادل کر در زبان فارسی و به معنی ناشنواست. این فرضیه با توجه به نبود سقف در این برکه و عدم پژواک صدا در آن که در ظاهر به نظر می‌رسد برکه کر است و صداها را نمی‌شنود، مطرح شده‌است. فرضیهٔ دوم اما با استدلال به این که در زبان اچمی به گوسفند بدون شاخ، کل گفته می‌شود، این برکهٔ بی‌سقف را نیز ناقص دیده و نام کل بر آن نهاده‌است.
همچنین در برخی اسناد قدیمی به این برکه با نام گنج‌البحر اشاره شده‌است.

## مشخصات فنی
برکهٔ کل در جهت جنوب غربی شهر گراش قرار دارد. در جانمایی این بنا، قرار گرفتن در مسیر رودخانهٔ فصلی پئت و نیز هم‌جهت بودن با شیب طبیعی بستر زمین که غرب به شرق است، قابل توجه است.

### ابعاد و تناسبات
پلان آن به صورت مدور و در نتیجه مخزن آن استوانه‌ای است. آب‌انبار کل با مخزنی به حجم ۱۳ میلیون لیتر، بزرگ‌ترین آب‌انبار ایران می‌باشد. با توجه به این حجم، دیوارهٔ این بنا از دو لایهٔ داخلی و بیرونی تشکیل شده‌است که در مجموع ضخامت دیواره را به ۳ متر می‌رسانند. قطر داخلی این برکه ۲۹ متر و عمق آن ۲۱ متر، معادل ۱۲ قد انسان است. ارتفاع دیوارهٔ بیرونی تا پایین سقف فروریختهٔ برکه نیز ۵ متر می‌باشد.
| گنبد                  | قطر (متر) |
| --------------------- | --------- |
| مصلای تهران           | ۵۴        |
| برکه کل               | ۲۹        |
| گنبد سلطانیه          | ۲۵        |
| امامزاده آقا علی عباس | ۲۳        |
| برکه حاج اسدالله      | ۲۱        |
| آب‌انبار سردار بزرگ    | ۱۷        |

برکهٔ کل شش ورودی برای آبگیری و شش ورودی هم برای آب‌برداری دارد که با سنگ‌های تراش‌خورده، کف‌سازی شده‌اند. ورودی‌های این برکه با طاق‌های تویزه‌دار تزئین شده‌اند. در ورودی‌های بزرگ که جهت آب‌برداری از برکه مورد استفاده قرار می‌گرفته‌اند، ارتفاع ۲۲۰ سانتی‌متر و عرض دهانه ۷۵ سانتی‌متر می‌باشد. در ورودی‌های کوچک‌ترِ مختص آبگیری، این ابعاد ۱۹۰ سانتی‌متر و ۷۵ سانتی‌متر در نظر گرفته شده‌اند. دسترسی به کف آب‌انبار از طریق سنگ‌پله‌هایی بوده که در زیر یکی از این ورودی‌ها قرار داشته‌است و امروزه قسمت‌های زیادی از آن از بین رفته‌است.

### مصالح به کار رفته
مصالح به کار رفته در ساخت برکهٔ کل از سنگ، گچ و ساروج است. نکته قابل توجه این است که تمامی سنگ‌های استفاده شده در ساخت بنا، به صورت برش‌خورده و منظم بر روی هم چیده شده‌اند.

## فروریختن سقف

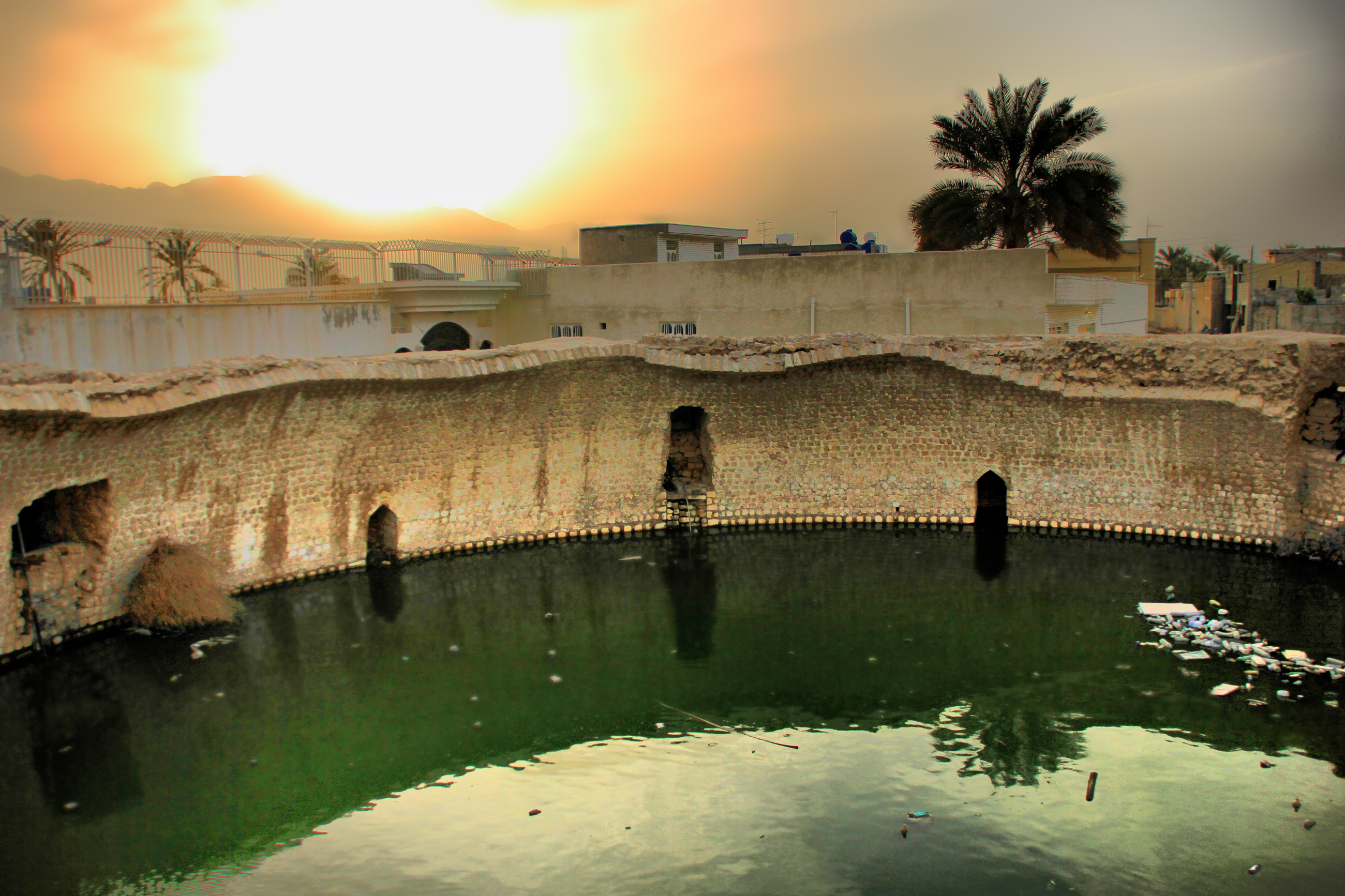

دربارهٔ چگونگی ریزش سقف برکهٔ کل روایت‌های متفاوتی وجود دارد. برخی ریزش سقف گنبدی‌شکل را به زمین‌لرزهٔ لار در سال ۱۳۳۹ مربوط می‌دانند. این روایت صحیح به نظر نمی‌رسد؛ چرا که در حافظهٔ تصویری افرادی که شاهد آن زمین‌لرزه بوده‌اند، خاطره‌ای از سقف‌دار بودن برکهٔ کل مشاهده نمی‌شود. برخی دیگر دلیل ریزش سقف را عدم مهارت سازندگان، موج صوتی حاصل از آبگیری برکه، بارندگی و عواملی از این دست برشمرده‌اند. قدیمی‌ترین اشاره‌ای که به بی‌سقف بودن آب‌انبار شده‌است، مربوط به سندی است که در ۱۳۳۷ هجری قمری تنظیم شده‌است و برکهٔ کل را «آب‌انبار نو مدور کبیر بی‌سقف» نامیده‌است.
در مجموع و با توجه به وجود بقایای شروع قوس گنبد در دیوارهٔ آب‌انبار، می‌توان به تلاش برای ساخت گنبد پی برد.

## وضعیت کنونی

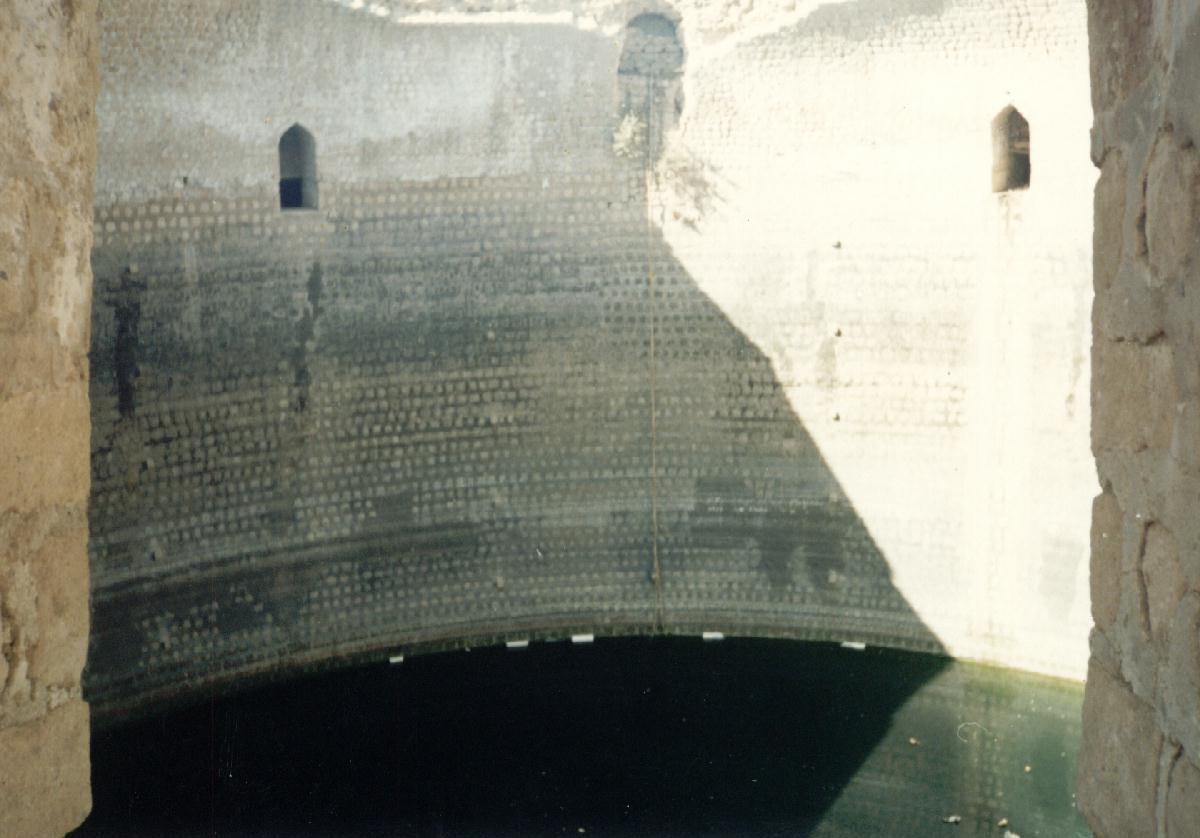
برکهٔ کل

امروزه گرداگرد این بنا را خانه‌های مسکونی فراگرفته‌اند و تقریباً تمام مسیرهای آبگیری برکه مسدود شده‌است. با این حال در فصول بارندگی معمولاً مخزن برکهٔ کل سرریز می‌شود. آب موجود در برکه برای مصارف گوناگونی از قبیل آبیاری فضای سبز و شستشوی معابر مورد استفاده قرار می‌گیرد.